# بابة
بابة هو الشهر الثاني في التقويم المصري. وفي التقويم الجريجوري يبدأ من 11 أكتوبر إلى 10 نوفمبر. اسم الشهر في الأصل "پن إپت" أي "ذاك الخاص بالحرم" نسبة لأهم عيد فيه والذي كان يحتفل به في منتصفه وهو عيد الإبت الشهير.

## أمثال مصرية عن الشهر
- إن صح زرع بابه، غلب القوم النهابة.
- إن جاء بابه، ادخل واقفل البوابة.

## اقرأ أيضا
- فصل الفيضان